# Kristina Dánská
Kristina Björnsdotter Dánská (dánsky: Kirstine Björnsdatter, švédsky: Kristina Björnsdotter) ; asi 1120/25 – asi 1160/70) byla švédská královna, manželka krále Erika IX. (vládl 1156–1160) a matka krále Knuta I. Švédského.

## Život
Podle Knýtlinga sagy byla Kristina dcerou Björna Haraldsena, syna dánského prince Haralda Kesjy, a jeho manželky Kateřiny Ingesdotter, dcery švédského krále Inge I. Její otec byl v roce 1134 zavražděn z rozkazu svého strýce, dánského krále Erika II.
Za svého bratrance Erika se vdala v roce 1149 nebo 1150. O šest let později se Erik stal králem a Kristina královnou. Královna Kristina se stala známou kvůli svému konfliktu s klášterem Varnhem ve Västergötlandu, který se týkal vlastnictví země, na které byl klášter postaven. Kristina ji považovala za dědictví po své příbuzné Sigrid. Podle legendy prý poslala do kláštera ženy, aby před mnichy tančily nahé. Tento konflikt přinutil mnichy opustit zemi a hledat útočiště v Dánsku, kde založili klášter Vitskøl (1158).
V roce 1160 byl král Erik zavražděn a Kristina zřejmě zbytek života strávila v Dánsku. V roce 1167 se její syn Knut stal švédským králem a Kristina nejspíš zemřela v prvních letech jeho vlády, kolem roku 1170.

## Potomci
1. Knut I. Švédský, švédský král v letech 1167–1195
2. Filip Eriksson
3. Katarina Eriksdotter, provdala se za Nilse Blakea
4. Markéta Eriksdotter, v roce 1185 se provdala za Sverra Sigurdssona, od roku 1189 norská královna († 1209)